# Икапуи
Икапуи (порт. Icapuí)  —  муниципалитет в Бразилии, входит в штат Сеара. Составная часть мезорегиона Жагуариби. Входит в экономико-статистический  микрорегион Литорал-ди-Аракати. Население составляет 17 819 человек на 2006 год. Занимает площадь 428,688 км². Плотность населения — 41,6 чел./км².
Праздник города —  22 января.

## История
Город основан 22 января 1984 года. 

## Статистика
- Валовой внутренний продукт на 2003 составляет 43.576.623,00 реалов (данные: Бразильский институт географии и статистики).
- Валовой внутренний продукт на душу населения на 2003 составляет 2.561,97 реалов (данные: Бразильский институт географии и статистики).
- Индекс развития человеческого потенциала на 2000 составляет 0,631 (данные: Программа развития ООН).